# Liste der denkmalgeschützten Objekte in Kirchdorf in Tirol
Die Liste der denkmalgeschützten Objekte in Kirchdorf in Tirol enthält die 11 denkmalgeschützten, unbeweglichen Objekte der Gemeinde Kirchdorf in Tirol im Bezirk Kitzbühel (Tirol).

## Denkmäler
| Foto |                 | Denkmal | Standort                                         | Beschreibung | Metadaten |
| ---- | --------------- | --- | ------------------------------------------------ | --- | --- |
| ja   | Datei hochladen | Ehem. Gasthof Froschlak HERIS-ID: 43589 Objekt-ID: 44212 TKK: 9366                                            | Burgstraße 12 Standort KG: Kirchdorf             | Der zweigeschoßige, gemauerte Gasthof mit Mittelflurgrundriss wurde 1786 errichtet und im 20. Jahrhundert umgebaut. Die Fassade ist mit Freskenmedaillons mit Darstellungen der hll. Sebastian und Florian geschmückt. Das flache Satteldach weist bemalte Pfetten auf. | BDA-Hist.: Q38004084 Status: Bescheid Stand der BDA-Liste: 2025-06-30 Name: Ehem. Gasthof Froschlak GstNr.: .659                                                 |
| ja   | Datei hochladen | Kath. Filialkirche hl. Barbara, Erpfendorf HERIS-ID: 55647 Objekt-ID: 64385 TKK: 9296                         | Dorf 24 Standort KG: Kirchdorf                   | Die Filialkirche in Erpfendorf wurde 1954–1956 nach Plänen von Clemens Holzmeister erbaut und gilt als einer der besten Kirchenbauten des 20. Jahrhunderts in Tirol. An den einschiffigen Bau mit tief abgeschlepptem Satteldach und Turm mit Spitzhelm schließt im Süden ein erkerartiger Chor an, der mit dem Dachwerk verbunden ist und auf beiden Seiten von den Sakristeianbauten flankiert wird. An der Nordseite bilden Portal, Taufkapelle und Turm eine Einheit. Das Mosaik an der Altarwand wurde um 1956/57 von Richard Kurt Fischer geschaffen.                   | BDA-Hist.: Q38066987 Status: § 2a Stand der BDA-Liste: 2025-06-30 Name: Kath. Filialkirche hl. Barbara, Erpfendorf GstNr.: .553 Filialkirche Erpfendorf          |
| ja   | Datei hochladen | Kath. Pfarrkirche hl. Stephanus HERIS-ID: 55646 Objekt-ID: 64384 TKK: 10605                                   | gegenüber Dorfplatz 4 Standort KG: Kirchdorf     | Bereits im 8. Jahrhundert stand an dieser Stelle eine frühmittelalterliche Saalkirche. Von einem romanischen Bau um 1200 und einem hochgotischen Bau um 1393 sind Reste erhalten. Um 1500 wurde die Kirche weitgehend neu gebaut. 1752–1754 wurde sie barockisiert, nach dem Dorfbrand 1809 ab 1815 wiederhergestellt. Der schlichte Quaderbau mit polygonal geschlossenem Chor und spätgotischem Westturm weist ein spitzbogiges Westportal und ein reich profiliertes spätgotisches Südportal auf. Die Deckenmalereien im Inneren wurden 1816 von Joseph Schöpf geschaffen. | BDA-Hist.: Q38066974 Status: § 2a Stand der BDA-Liste: 2025-06-30 Name: Kath. Pfarrkirche hl. Stephanus GstNr.: .1 Pfarrkirche hl. Stephanus, Kirchdorf in Tirol |
| ja   | Datei hochladen | Friedhofskapelle hll. Heinrich und Kunigunde mit Nischenbildstock HERIS-ID: 55645 Objekt-ID: 64383 TKK: 10607 | bei Dorfplatz 18 Standort KG: Kirchdorf          | Die im Kern gotische Kapelle südlich der Pfarrkirche wurde 1484 erstmals urkundlich erwähnt und nach dem Dorfbrand 1809 erneuert. Die dreijochige Kapelle weist zwei Rundbogenfenster an der Nordseite, eine einfache Putzgliederung und an der Westseite ein Rundbogenportal auf. Der kreuzgratgewölbte Innenraum ist mit gemalten Pilastern gegliedert. Im Gewölbe befinden sich Freskomedaillons aus dem 19. Jahrhundert mit dem Erzengel Michael, Maria, Kaiser Heinrich II. und Kunigunde über einer Ansicht von Kirchdorf sowie dem hl. Leonhard als Viehpatron.        | BDA-Hist.: Q38066963 Status: § 2a Stand der BDA-Liste: 2025-06-30 Name: Friedhofskapelle hll. Heinrich und Kunigunde mit Nischenbildstock GstNr.: .2             |
| ja   | Datei hochladen | Wintersteller-Grabstein am alten Friedhof HERIS-ID: 78621 Objekt-ID: 92285 TKK: 49563                         | Dorfplatz 20, in der Nähe Standort KG: Kirchdorf | Der Grabstein für Rupert Wintersteller, seine Eltern und seine Frau Anna wurde in der ersten Hälfte des 19. Jahrhunderts von Josef Granbacher geschaffen. Er besteht aus einem würfelförmigen Sockel, einem giebelartigen Stein und wird von einem Kreuz bekrönt. | BDA-Hist.: Q38152540 Status: § 2a Stand der BDA-Liste: 2025-06-30 Name: Wintersteller-Grabstein am alten Friedhof GstNr.: 1/1 Grave of Rupert Wintersteller      |
| ja   | Datei hochladen | Kriegerdenkmal HERIS-ID: 78627 Objekt-ID: 92291 TKK: 49564                                                    | Dorfplatz 20, in der Nähe Standort KG: Kirchdorf | Das Kriegerdenkmal besteht aus einer in Bronze gegossenen Pietà (von Romed Speckbacher junior im Jahre 1972 oder 1975) auf einem steinernen Sockel und aus unregelmäßigen, bronzenen Kreuzen, die in Art eines Zaunes die Pietà flankieren und in die Friedhofsmauer eingefügt sind. Vor der Plastik liegen die Namenstafeln der Gefallenen. | BDA-Hist.: Q38152563 Status: § 2a Stand der BDA-Liste: 2025-06-30 Name: Kriegerdenkmal GstNr.: 1/1                                                               |
| ja   | Datei hochladen | Wintersteller-Denkmal HERIS-ID: 78600 Objekt-ID: 92263 TKK: 9320                                              | nahe Dorfstraße 10 Standort KG: Kirchdorf        | Das Denkmal für den Freiheitskämpfer Rupert Wintersteller wurde um 1900 errichtet. Es besteht aus einem zweistufigen Postament, darauf einem Granitwürfel mit dem Bronzerelief: Religion und Vaterlandsliebe von Johann Piger und einem obeliskartigen Aufsatz mit Inschrift und einem Porträtrelief Winterstellers. | BDA-Hist.: Q38152453 Status: § 2a Stand der BDA-Liste: 2025-06-30 Name: Wintersteller-Denkmal GstNr.: .347 Wintersteller-Denkmal                                 |
| ja   | Datei hochladen | Einwall-Kapelle HERIS-ID: 78435 Objekt-ID: 92096 TKK: 9303seit 2013                                           | westlich Einwall 2 Standort KG: Kirchdorf        | Die gemauerte, einjochige Kapelle mit rundem Chorschluss und steilem, holzschindelgedecktem Satteldach wurde 1793 erbaut. Die Fassaden sind mit einem umlaufenden Sockel, darauf aufliegenden, genuteten Pilastern und einer Putzfasche gegliedert. | BDA-Hist.: Q38152171 Status: Bescheid Stand der BDA-Liste: 2025-06-30 Name: Einwall-Kapelle GstNr.: 2409 Einwall-Kapelle, Kirchdorf in Tirol                     |
| ja   | Datei hochladen | Griesenau-Kapelle HERIS-ID: 39743 Objekt-ID: 39575 TKK: 9520                                                  | bei Griesenau 6 Standort KG: Kirchdorf           | Die Hofkapelle in Griesenau wurde 1698 erbaut. Der kleine, gemauerte, einjochige Bau mit dreiseitigem Chorschluss und steilem, schindelgedeckten Satteldach weist an der Eingangsfassade Nischen mit gemalten Heiligendarstellungen auf. Im Inneren finden sich ein reich bemaltes Kreuzgratgewölbe mit stuckierten Puttiköpfchen und barocke Wandmalereien. Der durch ein Gitter abgetrennte Chor ist mit einem Stichkappengewölbe versehen, das auf Pilastern ruht. | BDA-Hist.: Q37991034 Status: Bescheid Stand der BDA-Liste: 2025-06-30 Name: Griesenau-Kapelle GstNr.: .538 Kapelle Griesenau, Kirchdorf in Tirol                 |
| ja   | Datei hochladen | Neuer Friedhof mit Aufbahrungshalle HERIS-ID: 78595 Objekt-ID: 92258 TKK: 10609                               | Leerbergstraße 15 Standort KG: Kirchdorf         | Der neue Friedhof nördlich des Ortskerns wurde 1968–1970 als Ersatz für den alten Friedhof um die Pfarrkirche angelegt. Die von Eberhard Müller-Thies entworfene quergestreckte Aufbahrungshalle mit steilem Satteldach und Dachreiter ist mit Glasfenstern von Elmar Kopp und einem frühbarocken Kruzifix ausgestattet. | BDA-Hist.: Q38152443 Status: § 2a Stand der BDA-Liste: 2025-06-30 Name: Neuer Friedhof mit Aufbahrungshalle GstNr.: 5/1                                          |
| ja   | Datei hochladen | Bauernhaus, Museum Metzgerhof HERIS-ID: 33368 Objekt-ID: 30809 TKK: 9393                                      | Litzlfeldner Straße 1 Standort KG: Kirchdorf     | Der nach dem Dorfbrand 1809 neu errichtete Einhof im Ortszentrum dient seit 1993 als Heimatmuseum. Das gemauerte Erdgeschoß weist gemalte Pilaster an den Kanten und gemalte Fensterrahmungen auf, an der Stirnseite befindet sich eine Mariahilfdarstellung und an der Südseite der Erzengel Michael. Das in Kantblockbauweise gezimmerte Obergeschoß ist auf drei Seiten mit einem umlaufenden Söller umgeben. kleiner Giebelsöller. Das flache Satteldach wird von einem Giebelkreuz und einem Glockenturm bekrönt.                                                        | BDA-Hist.: Q37951799 Status: § 57-Mandatsbescheid Stand der BDA-Liste: 2025-06-30 Name: Bauernhaus, Museum Metzgerhof GstNr.: .20                                |